# E.p.
『e.p.』（イー・ピー）は、BONNIE PINKの限定シングル・レコード盤。1998年5月20日発売。発売元はポニーキャニオン。規格コードはPCJA-00027。

## 解説
- アルバム『evil and flowers』より4曲収録され、8センチCDシングル｢金魚｣と同時発売された。
- 10インチ・ピクチャーレコードになっており、特典としてオリジナル・ステッカーが付いていた。限定3000枚リリース。
- ｢Forget Me Not｣はオープニング部分にアレンジが加えられたアルバム・ヴァージョンを収録。
- ｢金魚｣のエンディング部分がアルバム『evil and flowers』収録での次曲｢Meddler｣のオープニング部分が多少被って収録されている。
- ジャケットは無く、透明エナメル・バッグに梱包されている。

## 収録曲

### A面
1. Forget Me Not
(作詞・作曲:Bonnie Pink 編曲:Tore Johansson)
2. Your Butterfly
(作詞・作曲:Bonnie Pink 編曲:Tore Johansson)

### B面
1. He
(作詞・作曲:Bonnie Pink 編曲:Tore Johansson)
2. 金魚
(作詞・作曲:Bonnie Pink 編曲:Tore Johansson)

## 収録アルバム
- 『evil and flowers』（A-1.、A-2.、B-1.、B-2.）
- 『Bonnie's Kitchen ＃1』（A-2.、B-1.、B-2.）
- 『Bonnie's Kitchen ＃2』（A-1.）
- 『Every Single Day -Complete BONNIE PINK（1995-2006）-』（A-1.,B-2.）
- 『プラチナムベスト BONNIE PINK〜BONNIE’S KITCHEN』（A-1.、A-2.、B-1.、B-2.）